# Liste des distinctions de Woody Allen

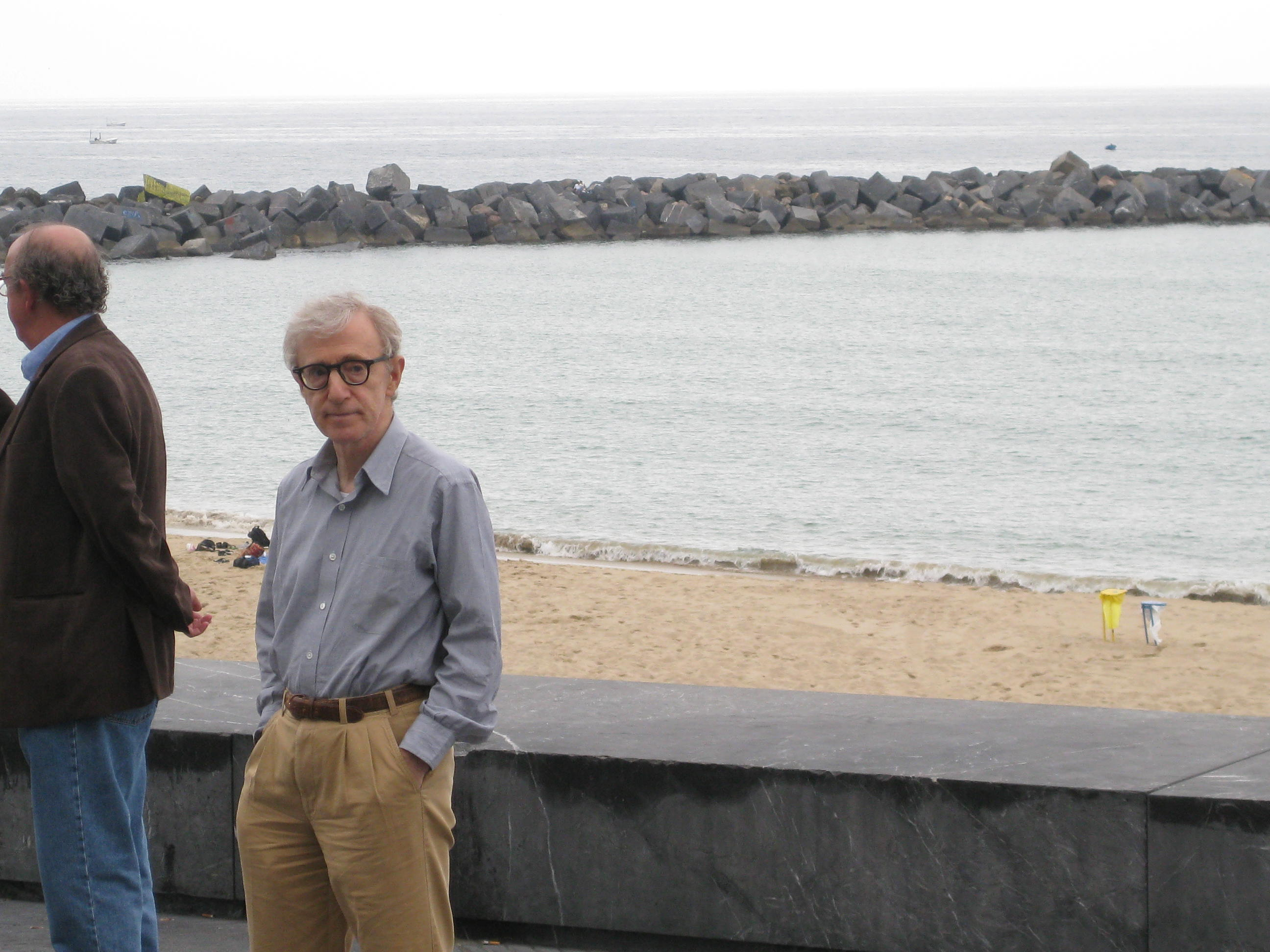
En avril 2008 au festival international du film de San Sebastian.

Woody Allen au cours de sa carrière fut distingué par des récompenses cinématographiques pour ses réalisations, une cinquantaine depuis 1966.
Pourtant, le cinéaste américain a toujours trouvé absurde la compétition en art, et en exprime un certain désintérêt,,. Ainsi il ne s'est jamais rendu à une cérémonie pour accepter une récompense. Seule exception, la 74e cérémonie des Oscars, en 2002 (son film sorti l'année précédente, Le Sortilège du scorpion de jade, ne fut pas nommé), où il fit une déclaration d'amour à New York, six mois après les attentats du 11 septembre.
Allen se rend dans les festivals de cinéma avec ses films, mais demande le plus souvent qu'ils soient projetés hors-compétition. 
Au cours de sa carrière, il a reçu plus de 70 récompenses dont 9 British Academy Film Awards, 5 David di Donatello, 5 NYFCC Awards, 5 Bodil Awards, 4 Oscars, 4 Directors Guild of America Awards, 4 London Film Critics Circle Awards, 2 Golden Globes, 2 César (Manhattan et La Rose pourpre du Caire), un Lion d'or pour la carrière, une Palme d'or d'honneur et un Ours d'argent.

## Academy Awards - Oscars
| Année | Film                      | Résultat   | Catégorie                  | Notes                                                                                     |
| ----- | ------------------------- | ---------- | -------------------------- | ----------------------------------------------------------------------------------------- |
| 1977  | Annie Hall                | Lauréat    | Meilleur réalisateur       | Le producteur Charles H. Joffe remporte l'Oscar du meilleur film.                         |
| 1977  | Annie Hall                | Lauréat    | Meilleur scénario original | Le producteur Charles H. Joffe remporte l'Oscar du meilleur film.                         |
| 1977  | Annie Hall                | Nomination | Meilleur acteur            | Le producteur Charles H. Joffe remporte l'Oscar du meilleur film.                         |
| 1978  | Interiors                 | Nomination | Meilleur réalisateur       |                                                                                           |
| 1978  | Interiors                 | Nomination | Meilleur scénario original |                                                                                           |
| 1979  | Manhattan                 | Nomination | Meilleur scénario original |                                                                                           |
| 1984  | Broadway Danny Rose       | Nomination | Meilleur réalisateur       |                                                                                           |
| 1984  | Broadway Danny Rose       | Nomination | Meilleur scénario original |                                                                                           |
| 1985  | The Purple Rose of Cairo  | Nomination | Meilleur scénario original |                                                                                           |
| 1986  | Hannah and Her Sisters    | Lauréat    | Meilleur scénario original | Le producteur Robert Greenhut (en) est nommé à l'Oscar du meilleur film.                  |
| 1986  | Hannah and Her Sisters    | Nomination | Meilleur réalisateur       | Le producteur Robert Greenhut (en) est nommé à l'Oscar du meilleur film.                  |
| 1987  | Radio Days                | Nomination | Meilleur scénario original |                                                                                           |
| 1989  | Crimes and Misdemeanors   | Nomination | Meilleur réalisateur       |                                                                                           |
| 1989  | Crimes and Misdemeanors   | Nomination | Meilleur scénario original |                                                                                           |
| 1990  | Alice                     | Nomination | Meilleur scénario original |                                                                                           |
| 1992  | Husbands and Wives        | Nomination | Meilleur scénario original |                                                                                           |
| 1994  | Coups de feu sur Broadway | Nomination | Meilleur réalisateur       |                                                                                           |
| 1994  | Coups de feu sur Broadway | Nomination | Meilleur scénario original |                                                                                           |
| 1995  | Mighty Aphrodite          | Nomination | Meilleur scénario original |                                                                                           |
| 1997  | Deconstructing Harry      | Nomination | Meilleur scénario original |                                                                                           |
| 2005  | Match Point               | Nomination | Meilleur scénario original |                                                                                           |
| 2011  | Midnight in Paris         | Lauréat    | Meilleur scénario original | Les producteurs Letty Aronson et Stephen Tenenbaum sont nommés à l'Oscar du meilleur film |
| 2011  | Midnight in Paris         | Nomination | Meilleur réalisateur       | Les producteurs Letty Aronson et Stephen Tenenbaum sont nommés à l'Oscar du meilleur film |
| 2013  | Blue Jasmine              | Nomination | Meilleur scénario original |                                                                                           |

## Césars
| Année | Film                            | Résultat | Catégorie              |
| ----- | ------------------------------- | -------- | ---------------------- |
| 1978  | Annie Hall                      | Non      | Meilleur film étranger |
| 1980  | Manhattan                       | Oui      | Meilleur film étranger |
| 1986  | La Rose Pourpre du Caire        | Oui      | Meilleur film étranger |
| 1987  | Hannah et ses sœurs             | Non      | Meilleur film étranger |
| 1992  | Alice                           | Non      | Meilleur film étranger |
| 1993  | Maris et femmes                 | Non      | Meilleur film étranger |
| 1994  | Meurtres mystérieux à Manhattan | Non      | Meilleur film étranger |
| 1998  | Tout le monde dit I love you    | Non      | Meilleur film étranger |
| 2006  | Match Point                     | Non      | Meilleur film étranger |
| 2014  | Blue Jasmine                    | Non      | Meilleur film étranger |

## British Academy Film Awards
Woody Allen a reçu 24 nominations au BAFTA Awards, en en remportant 10. En outre, il a reçu le prix d'honneur le plus prestigieux de l'Académie britannique, la Fellowship. 
Le meilleur film de 1978, BAFTA win d'Annie Hall est allé à Charles H. Joffe et Jack Rollins, comme la catégorie cette année seulement crédité les producteurs. En 1980, la meilleure catégorie de film crédité seulement le directeur. De 1985 à 1998, le réalisateur et les producteurs ont été crédités.
| Année           | Film                      | Résultat   | Catégorie                  |
| --------------- | ------------------------- | ---------- | -------------------------- |
| 1978            | Annie Hall                | Lauréat    | Meilleur réalisateur       |
| 1978            | Annie Hall                | Lauréat    | Meilleur scénario          |
| 1978            | Annie Hall                | Nomination | Meilleur acteur            |
| 1980            | Manhattan                 | Lauréat    | Meilleur film              |
| 1980            | Manhattan                 | Lauréat    | Meilleur scénario          |
| 1980            | Manhattan                 | Nomination | Meilleur réalisateur       |
| 1980            | Manhattan                 | Nomination | Meilleur acteur            |
| 1984            | Zelig                     | Nomination | Meilleur scénario          |
| 1985            | Broadway Danny Rose       | Lauréat    | Meilleur scénario original |
| 1986            | The Purple Rose of Cairo  | Lauréat    | Meilleur film              |
| 1986            | The Purple Rose of Cairo  | Lauréat    | Meilleur scénario original |
| 1987            | Hannah and Her Sisters    | Lauréat    | Meilleur réalisateur       |
| 1987            | Hannah and Her Sisters    | Lauréat    | Meilleur scénario original |
| 1987            | Hannah and Her Sisters    | Nomination | Meilleur film              |
| 1987            | Hannah and Her Sisters    | Nomination | meilleur acteur            |
| 1988            | Radio Days                | Nomination | Meilleur film              |
| 1988            | Radio Days                | Nomination | Meilleur scénario original |
| 1991            | Crimes and Misdemeanors   | Nomination | Meilleur film              |
| 1991            | Crimes and Misdemeanors   | Nomination | Meilleur réalisateur       |
| 1991            | Crimes and Misdemeanors   | Nomination | Meilleur scénario original |
| 1993            | Husbands and Wives        | Lauréat    | Meilleur scénario original |
| 1996            | Coups de feu sur Broadway | Nomination | Meilleur scénario original |
| 2012            | Midnight in Paris         | Nomination | Meilleur scénario original |
| 2014            | Blue Jasmine              | Nomination | Meilleur scénario original |
| Honorary awards |                           |            |                            |
| 1997            | Lui-même                  | Honored    | BAFTA Fellowship           |

## Golden Globe Awards
| Année | Film                     | Résultat   | Catégorie                                           |
| ----- | ------------------------ | ---------- | --------------------------------------------------- |
| 1977  | Annie Hall               | Nomination | Meilleur réalisateur                                |
| 1977  | Annie Hall               | Nomination | Meilleur scénario                                   |
| 1977  | Annie Hall               | Nomination | Meilleur acteur dans un film musical ou une comédie |
| 1978  | Interiors                | Nomination | Meilleur réalisateur                                |
| 1978  | Interiors                | Nomination | Meilleur scénario                                   |
| 1983  | Zelig                    | Nomination | Meilleur acteur dans un film musical ou une comédie |
| 1985  | The Purple Rose of Cairo | Lauréat    | Meilleur scénario                                   |
| 1986  | Hannah and Her Sisters   | Nomination | Meilleur réalisateur                                |
| 1986  | Hannah and Her Sisters   | Nomination | Meilleur scénario                                   |
| 2005  | Match Point              | Nomination | Meilleur réalisateur                                |
| 2005  | Match Point              | Nomination | Meilleur scénario                                   |
| 2012  | Midnight in Paris        | Lauréat    | Meilleur scénario                                   |
| 2012  | Midnight in Paris        | Nomination | Meilleur réalisateur                                |
| 2014  | Cecil B. DeMille Award   |            |                                                     |

## Directors Guild of America Awards
| Année | Film                       | Résultat                   | Catégorie                          |
| ----- | -------------------------- | -------------------------- | ---------------------------------- |
| 1977  | Annie Hall                 | Lauréat                    | Meilleure réalisation pour un film |
| 1979  | Manhattan                  | Nomination                 | Meilleure réalisation pour un film |
| 1986  | Hannah and Her Sisters     | Nomination                 | Meilleure réalisation pour un film |
| 1989  | Crimes and Misdemeanors    | Nomination                 | Meilleure réalisation pour un film |
| 1996  | Lifetime Achievement Award | Lifetime Achievement Award | Lifetime Achievement Award         |
| 2011  | Midnight in Paris          | Nomination                 | Meilleure réalisation pour un film |

## Writers Guild of America Awards
| Année | Film                                       | Résultat                                   | Catégorie                                  |
| ----- | ------------------------------------------ | ------------------------------------------ | ------------------------------------------ |
| 1977  | Annie Hall                                 | Lauréat                                    | Meilleur scénario original                 |
| 1984  | Broadway Danny Rose                        | Lauréat                                    | Meilleur scénario original                 |
| 1985  | The Purple Rose of Cairo                   | Nomination                                 | Meilleur scénario original                 |
| 1986  | Hannah and Her Sisters                     | Lauréat                                    | Meilleur scénario original                 |
| 1987  | Radio Days                                 | Nomination                                 | Meilleur scénario original                 |
| 1987  | Laurel Award for Screenwriting Achievement | Laurel Award for Screenwriting Achievement | Laurel Award for Screenwriting Achievement |
| 1989  | Crimes and Misdemeanors                    | Lauréat                                    | Meilleur scénario original                 |
| 1990  | Alice                                      | Nomination                                 | Meilleur scénario original                 |
| 1992  | Husbands and Wives                         | Nomination                                 | Meilleur scénario original                 |
| 1994  | Coups de feu sur Broadway                  | Nomination                                 | Meilleur scénario original                 |
| 1995  | Mighty Aphrodite                           | Nomination                                 | Meilleur scénario original                 |
| 2008  | Vicky Cristina Barcelona                   | Nomination                                 | Meilleur scénario original                 |
| 2011  | Midnight in Paris                          | Lauréat                                    | Meilleur scénario original                 |
| 2013  | Blue Jasmine                               | Nomination                                 | Meilleur scénario original                 |

## Saturn Awards
| Année | Film                     | Résultat   | Catégorie                  |
| ----- | ------------------------ | ---------- | -------------------------- |
| 1984  | Zelig                    | Nomination | Meilleur réalisateur       |
| 1986  | The Purple Rose of Cairo | Nomination | Meilleur réalisateur       |
| 1986  | The Purple Rose of Cairo | Nomination | Meilleur scénario          |
| 1986  | The Purple Rose of Cairo | Lauréat    | President's Memorial Award |

## American Comedy Awards
| Année | Film                       | Résultat | Catégorie            |
| ----- | -------------------------- | -------- | -------------------- |
| 1987  | Hannah and Her Sisters     | Lauréat  | Acteur le plus drôle |
| 1987  | Lifetime Achievement Award |          |                      |

## Berlin International Film Festival
| Année | Film           | Résultat   | Catégorie                                             |
| ----- | -------------- | ---------- | ----------------------------------------------------- |
| 1975  | Love and Death | Lauréat    | Ours d'argent de la meilleure contribution artistique |
| 1975  | Love and Death | Nomination | Ours d'or                                             |
| 1975  | Ours d'argent  |            |                                                       |